# Aeroportul Ampanihy
Aeroportul Ampanihy (IATA: AMP, ICAO: FMSY) este un aeroport din Regiunea Atsimo-Andrefana, Madagascar.
Situat la o altitudine de 231 m, aeroportul dispune de o singură pistă.